# Dolmen de Tella
Le Dolmen de Tella, connu aussi sous le nom de Dolmen de la Piedra de Vasar, est un dolmen situé dans la commune de Tella-Sin (comarque de Sobrarbe), dans la province de Huesca, en Aragon, en Espagne,. Il a été classé Bien d'intérêt culturel.

## Historique
Le dolmen de Tella a été identifié en 1954 et fouillé par l'archéologue Antonio Beltrán Martínez (es), qui a trouvé les restes d'un crâne et des dents.

## Description
Le dolmen, daté du IIIe millénaire av. J.-C., est situé à 1 241 m d'altitude, dans la chaine des Pyrénées. Le tumulus qui le recouvrait a presque entièrement disparu : il n'en reste plus que quelques pierres éparses.
Le dolmen est constitué d'une dalle de couverture reposant sur des orthostates latéraux, situés sur les côtés est et ouest. Les deux ouvertures sont partiellement barrées par des pierres basses.

## Galerie

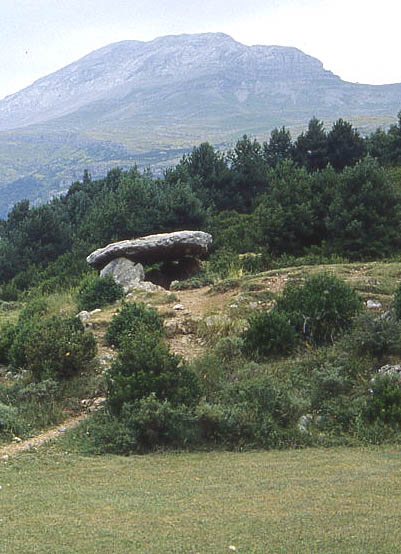
Le site du dolmen.
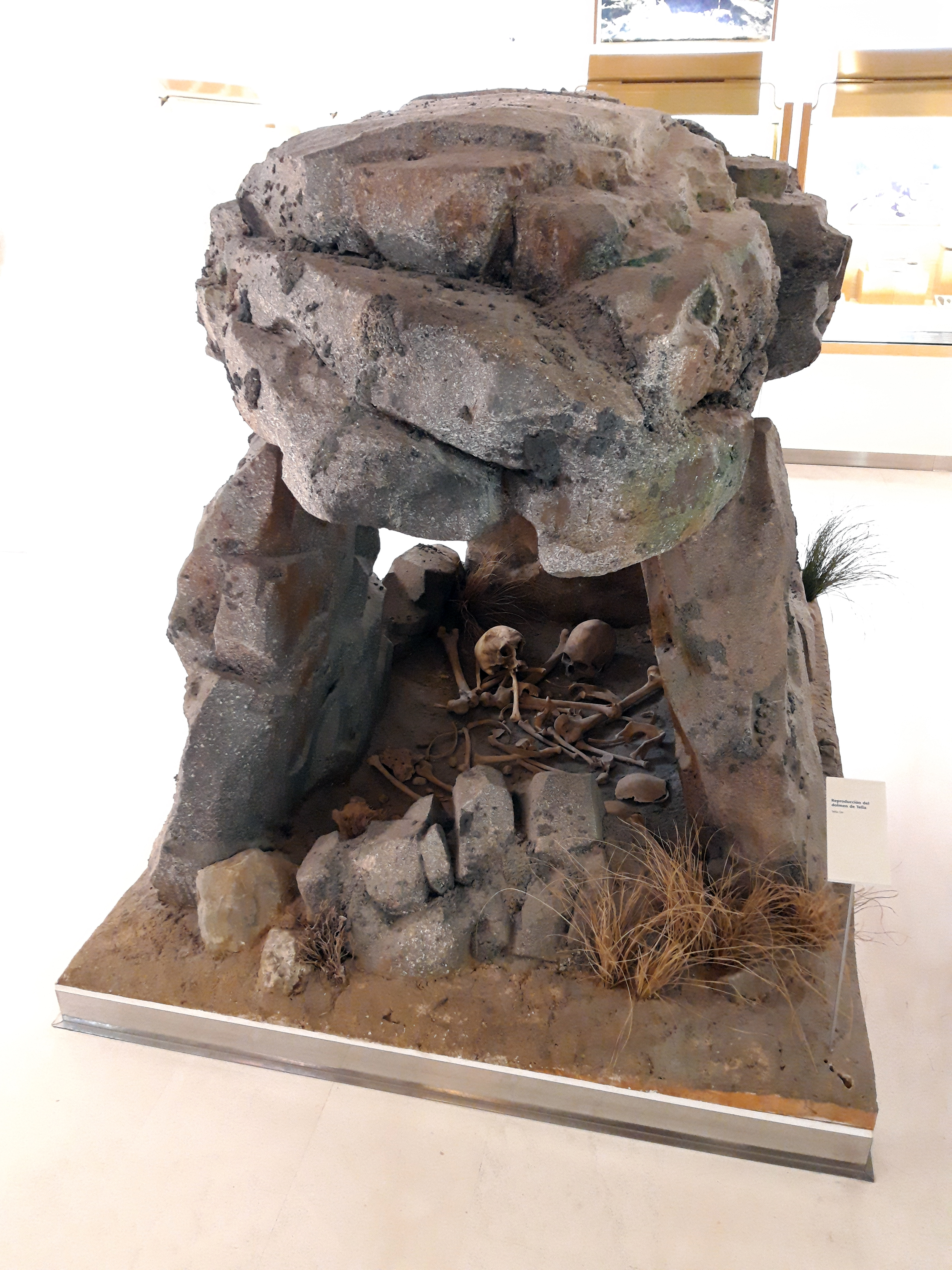
Reproduction du dolmen.